# Международный банк экономического сотрудничества
Международный банк экономического сотрудничества (МБЭС) — многосторонний банк развития, целью деятельности которого является содействие развитию экономик стран-членов банка, внешнеэкономических связей между хозяйствующими субъектами стран-членов, а также расширению их внешнеторговых отношений с контрагентами из других стран.
Включен в международную энциклопедию Британника.
Ценные бумаги МБЭС торгуются на Московской бирже, а также на Болгарской бирже.
МБЭС был создан в 1963 году в соответствии с Межправительственным соглашением, зарегистрированным в Секретариате ООН под № 7388.
Штаб-квартира находится в Москве (Российская Федерация).
Банк поддерживает экспортно-ориентированные компании стран-членов, содействует их выходу на новые рынки и участию в проектах устойчивого развития в соответствии с Повесткой-2030, а также предприятия, участвующие в локальных проектах развития. Банк осуществляет целевую поддержку экспортно-импортных операций в странах-членах путём предоставления кредитов, участия в синдицированных сделках, предоставления продуктов торгового финансирования и услуг по управлению денежными средствами, включая расчётную функцию.

## Миссия
Поддерживать экономическое процветание стран-членов путем выстраивания взаимосвязей между участниками внутри- и межрегиональных торговых операций и организации финансирования проектов, способствующих достижению целей в области устойчивого развития

## Стратегические задачи
1. Финансирование проектов и компаний, поддерживающих Цели ООН в области устойчивого развития, с акцентом на конкретные цели:
  - ликвидация голода (SDG 2);
  - хорошее здоровье и благополучие (SDG 3);
  - индустриализация, инновации и инфраструктура (SDG 9);
  - экологичные города и населенные пункты (SDG 11);
  - борьба с изменением климата (SDG 13).
2. Расширение финансовой и нефинансовой поддержки среднего бизнеса, занятого в международной торговле.
3. Участие в международных и локальных программах поддержки в партнерстве с другими институтами и государственными органами.

## Члены банка
По состоянию на 2023 год членами банка являются следующие страны:
- Вьетнам
- Монголия
- Россия

В марте 2022 года Болгария, Польша, Румыния, Словакия и Чехия заявили о начале выхода из структуры.

## Капитал
Уставной капитал – 400 млн евро.
Оплаченный капитал – 200 млн евро.
Кредитно-документарный портфель банка по состоянию на конец 2021 года превысил 500 млн евро. Портфель включает кредитные операции, сделки торгового и синдицированного финансирования с корпоративными клиентами и финансовыми институтами всех стран-участниц банка. С момента перезапуска стратегии развития инвестиции МБЭС в экономики стран-членов превысили 1,35 млрд евро, что позволило увеличить объемы экспорта и импорта продукции предприятий стран-членов МБЭС, построить и модернизировать энергетическую, транспортную инфраструктуру, поддержать развитие малого и среднего бизнеса, промышленности, фармацевтической отрасли, авиации, науки, пищевой отрасли стран-членов.

## Руководство
Высший орган управления банка — совет, состоящий из полномочных представителей всех стран-членов, являющихся ответственными работниками министерств финансов и национальных государственных банков.
Исполнительным органом банка является правление, члены которого назначаются советом МБЭС.

## Бизнес-профиль
- Операции торгового финансирования
- Целевое финансирование по поддержке экспортно-импортных операций стран-членов банка, в том числе с третьими странами, а также локальных торговых операций
- Расчётные операции
- Клиентские операции на финансовом рынке

## Рейтинги
Fitch Ratings – долгосрочный рейтинг инвестиционного уровня «BBB» со «стабильным» прогнозом, краткосрочный F2. В апреле 2022 года рейтинг был отозван.
Moody's - долгосрочный рейтинг «Baa3» со «стабильным» прогнозом (2021). Отозван в марте 2022 года, на момент отзыва рейтинг находился на уровне «Ca» с «негативным» прогнозом.
АКРА - в мае 2020 был присвоен кредитный рейтинг по национальной шкале «AAA(RU)», прогноз «стабильный», рейтинг ежегодно подтверждается (2021-2025). В мае 2020 года был присвоен кредитный рейтинг по международной шкале «A-», в 2023 году он был понижен до «BBB+» и подтверждён на этом же уровне в 2024, возвращён к «A-» в 2025.

## История
Учрежден 22 октября 1963 года странами-членами Совета экономической взаимопомощи (СЭВ) в соответствии с международным соглашением, зарегистрированным Организацией Объединенных Наций, и стал первым международным банком на территории СССР. На момент основания в него входили Болгария, Венгрия (вышла из состава в 1992 году), ГДР (вышла из состава в 1990 году), Монголия, Польша, Румыния, СССР и Чехословакия, в 1974 году присоединилась Куба (вышла из состава в 2013 году), в 1977 году – Вьетнам.
С 1988 года является членом СВИФТ, а также СЕДЕЛ – Международного клирингового центра для расчетов по операциям с ценными бумагами.
В конце 1990 года совет принимает решение о прекращении с 1 января 1991 года действия системы многосторонних расчетов в переводных рублях и переходе на взаимные расчеты в конвертируемых валютах. Валютой баланса МБЭС с 1 января 1991 года определена ЭКЮ. Уставный капитал МБЭС составляет 400 млн. ЭКЮ.
Август 1991 – МБЭС принят в члены центра проведения межбанковских валютных операций Госбанка СССР – Валютной биржи (в будущем Московской межбанковской валютной биржи).
1 января 1999 – банк переходит на ведение баланса в евро.
2007 – урегулированы взаимные финансовые отношения между МБЭС и Российской Федерацией – правопреемником бывшего СССР.
2013  – Куба выходит из состава МБЭС. Урегулированы взаимные финансовые отношения между МБЭС и Республикой Куба.
2017  – Распоряжением Премьер-министра России МБЭС включен в перечень международных финансовых организаций, ценные бумаги которых допускаются к размещению и публичному обращению в Российской Федерации.
В 2019 году МБЭС стал членом ICC (Международной торговой палаты). Банк разместил первый в своей истории выпуск облигаций на Московской бирже на сумму 7 млрд рублей (около 100 млн евро в эквиваленте).
В 2020 году Советом МБЭС утверждена стратегия развития на 2021–2025 годы, которая представляет планы банка по «росту ради стабильности» в течение последующего пятилетнего периода.
Также МБЭС является членом BACEE.
В 2021 году МБЭС получил награду «Лучший банк Восточной Европы в сфере торгового финансирования»  от британского медиа портала Global Banking & Finance Review.